# 梅代 (科羅拉多州)
梅代（英語：Mayday）是位於美國科羅拉多州拉普拉塔縣的一個非建制地區。該地的面積和人口皆未知。

## 地理
梅代的座標為37°21′02″N 108°04′36″W / 37.35056°N 108.07667°W，而該地的平均海拔高度為2662米（即8733英尺）。